# 若井ぼん・はやと
若井 ぼん・はやと（わかい ぼん・はやと）は、若井 ぼん（わかい ぼん）と若井 はやと（わかい はやと）からなる、日本の昭和後期に上方で活動した漫才コンビ。
若井はんじ・けんじ門下。コンビ結成から解消までの所属事務所は松竹芸能。若手の頃、横山やすし・西川きよしとしのぎを削った。

## メンバー
- 若井 ぼん（わかい ぼん、1944年9月27日 - ）
本名：阿部 龍弥。大阪市南区出身。生来の目立ちたがり屋で、朝日放送ラジオ『お笑い街頭録音』などの視聴者参加番組に積極的に応募し、出演料や景品を生活費の足しにしていた。中学2年生のときに、破格の賞金で知られた素人漫才番組『漫才教室』（朝日放送ラジオ）に同級生と初出演。その後、相方をはやとに替え、プロを目指すため高校を中退。
はやととともに若井はんじ・けんじに入門。当初名付けられた芸名は「若井ぼーと」であったが、新聞に間違えて「若井ぼん・はやと」と書かれたのを、そのまま用いた。後付けの由来として「ぼんくら」とか「ぼんぼん」などを公言していた。
気分転換のため旅行したジャマイカで河内音頭を披露したところ好評を受け、レゲエと河内音頭を融合したライブパフォーマンスを創案。「ジェームス・ボン（James Bong）」名義でレコードをリリースした（後述）ほか、1984年および1986年には音楽フェスティバル「レゲエ・サンスプラッシュ（英語版）」にも出演した[1][2]。
はやととのコンビ解消後、レオナルド熊に触発され東京の石井光三オフィス所属となり（4年ほど所属）、1989年にミュージカル出演で知り合ったミッサンと「若井ぼん&ミッサン[1]」を結成し、自身の妻（元客室乗務員）を加えて3人でダンス・踊り・楽器演奏をまじえたライブイベントを定期的に行なった[3]。この頃の芸「ミュージカルコント」は、野球拳をして負けたぼんが女性用の下着姿になるというオチのものだった（必ずぼんが負けるようになっていた）。1998年頃、再婚。
「若井ぼん&ミッサン」を1999年に解散したのち、「若井ぼん・ねっと」を経て、ピン芸人・レゲエ漫談家として活動するかたわら、大阪市住吉区でカラオケ店を経営している。
兄は世界貿易センタービルで旅行会社を経営し、皇太子夫妻にハーレムを案内した。
- 若井 はやと（わかい はやと、1944年8月14日 - 2008年12月8日[4]）
本名：中川 秀明[4]。大阪市南区出身。生家は貧しく、ぼんによると、「戦争もとっくに終わっていたのに防空壕のようなところに家族で住んでいた」「家財道具も一切なく空の缶詰が鍋茶碗がわりだった」という。生活のため、ぼんとともに前述の番組『漫才教室』へ参加し、賞金を稼いだ。高校中退後、ぼんとともに若井はんじ・けんじに入門。
ぼんとのコンビ解消後、演芸の浪花座を拠点に漫談をおこなった[5]ほか、ラジオパーソナリティ、タレント、俳優、CM出演など多方面に活動し、多くの弟子を育てた。亡くなる2年ほど前より喉頭がんを患い療養していたが、2008年12月8日[4]、心不全のため死去[5]。
芸人の親指ぎゅー太郎は息子。

## コンビ略歴・芸風
ぼんとはやとは高校の同級生だった。ぼんがはやとを誘い、「阿部・中川」としてラジオ番組『漫才教室』の常連となった。2年生のとき、はやとが高校に学費を払えなくなったことをきっかけに、2人で高校中退。漫才作家の足立克己の紹介で松竹芸能入りし、同事務所の若井はんじ・けんじに弟子入り。1962年、新世界の新花月にてデビュー。
コンビ名候補に「茶チル・プリン」もあったという。
主に道頓堀角座など、松竹芸能の劇場で活躍し、キャリアを積んでいくも、ホームグラウンドだった角座閉鎖（1984年）により活躍の場が失われ、1985年に解散。
ぼんの「しっつれいしました」などのギャグや、出っ歯を売りにしたハーモニカの芸が人気を博した。

### 受賞歴
- 1968年 第3回上方漫才大賞 新人賞
- 1977年 第12回上方漫才大賞 奨励賞

## 人物・エピソード
ぼん
- 2001年、第19回参議院議員通常選挙に、自由連合公認で参議院比例区から立候補するも落選。
- 2009年6月15日に行なわれた関西演芸協会主催の「法善寺寄席」に、いま寛大とコンビを結成し出演した。
- かつて特定非営利活動法人「笑集会」を主宰し、「お笑いを通じての健康づくりの場所を提供する」との目的を掲げ、2009年12月に奈良県桜井市から300万円の交付金を受け、同市内の空き店舗を活用した施設を運営していたが、利用率が振るわなかったため2012年7月に施設は閉鎖された（法人は翌2013年1月に解散し、施設は同市が運営を引き継ぐ形で再開）。これを受け同市は、交付金の一部を騙し取られたとして、ぼんと笑集会元理事を詐欺容疑で告訴したが、のちにぼん側が交付金および延滞金分の金額を市に支払ったため、訴状を取り下げた。

## 弟子
ぼんの弟子
- ミッサン

はやとの弟子
- ホープユタカ
- 若井りき・ゆうき
- 森脇健児[5]
- 山田雅人[5]
- 黒井博之
- 宮崎げんき
- 大阪キッズ（2011年1月解散、藤田のみ活動、吉本興業所属）
- 若井やるき・たまる（たまるは2017年10月24日に死去、現在はやるきのみピンで活動）
- 若井ひでと
- 竹井輝彦（ビッグブラザーズ）

## 出演
ぼん
- ここ掘れぼんぼん（RADIO BALLOON）

過去の出演番組（ぼん・はやと）
- お笑いネットワーク（読売テレビ）
- 上方演芸会（NHKラジオ第1放送）
- サテスタで逢いましょう（ラジオ関西）
- 明治の出前キャラバン あの町この町歌謡曲（ラジオ大阪）

過去の出演番組（ぼん・ミッサン、ぼん）
- バラエティ生活笑百科（NHK大阪放送局）
- 今夜はちょっと気晴亭（ABCテレビ）
- わっしょいスペシャル・ハイ本番! 月曜バチョン（ラジオ大阪）
- ファンタスター学園→ファンタスターハウス（ラジオ大阪）

## ディスコグラフィ
- スッテンテン節（ローオンレコード RAB-113 1977年）
  - ローオン歌謡列伝（Pヴァイン PCD-25122 2010年）収録。
- 商売繁盛じゃ笹持ってレゲエ レゲエ河内・鉄砲節/商売繁盛じゃ笹持ってDUB（日本コロムビア AH-534 1984年） - ぼんのソロ。「JAMES BONG」名義。
  - リマスタリング再販（JET SET JS7S136 2016年）
  - オリジナルシングルA面「商売繁盛じゃ笹持ってレゲエ レゲエ河内・鉄砲節」のコンピレーション盤収録は以下。
    - 続、続々カワチモンド 世界最強河内系（テイチクエンタテインメント TECH-32296 2012年）
    - ヤバ歌謡nonstop DJ mix 3（音頭編）mixed by DJフクタケ（ユニバーサルミュージック UICZ-8166 2015年）
    - おんどでおどろう! みんなでお祭り★盆踊り（コロムビア COCX-39976 2017年）
- HO-DARAKE（コロムビア CODA-1596 1998年） - ぼんのソロ。「一発逆転」名義。
- 澤田隆治が選んだ 爆笑! 漫才傑作選 4（日本コロムビア COCJ-32993 2004年） - 漫才「お笑いドライブ旅行」収録。

## ビデオグラム
- 上方漫才まつり＜昭和編＞第1集（キングレコード KIBE-98 2004年）
- 伝説の昭和上方漫才 松竹名人会（ソニー・ミュージックダイレクト MHBW-238-241 2007年）